# Theridion sibiricum
Theridion sibiricum är en spindelart som beskrevs av Yuri M. Marusik 1988. Theridion sibiricum ingår i släktet Theridion och familjen klotspindlar. Inga underarter finns listade i Catalogue of Life.